# Rocky River (Ohio)
Rocky River ist eine City im Cuyahoga County im US-Bundesstaat Ohio. Das U.S. Census Bureau ermittelte bei der Volkszählung 2020 eine Einwohnerzahl von 21.755.
Rocky River liegt am Südufer des Eriesees, rund 13 Kilometer westlich von Cleveland und ist 5,6 Quadratmeilen (14,5 km²) groß. Der Name rührt vom gleichnamigen Fluss Rocky River her, an dessen linken Hochufer die Stadt liegt und der an dieser Stelle in den See mündet.
Das Stadtgebiet wird im Norden durch den See und im Westen durch den Windrush Drive begrenzt. Die südliche Grenze wandert zwischen der die Westwood Road, der Center Ridge Road und der Westover Avenue, und im Osten bildet der namensgebende Rocky River die Grenze. Angrenzende Kommunen sind Bay Village und Westlake im Westen, Fairview Park im Süden sowie Lakewood im Osten. Das Stadtgebiet wird ferner durch die Interstate 90 in eine nördliche und eine südliche Hälfte geteilt. Das Flussbett des Rocky River liegt in einer rund 35 Meter tiefen Schlucht und wird von einigen hohen Brücken überspannt.
Die Stadt verfügt über mehrere Einkaufszentren, einen Golfplatz und einen Yachthafen an der Flussmündung. Nennenswerte Industrie besteht nicht.
Rocky River war ursprünglich Teil des Rockport Township und wurde 1903 ausgegründet. Die Gemeinde blieb noch bis in die 1920er Jahre ländlich geprägt. Danach stieg die Bevölkerungszahl rasch an von (1920) 1.861 auf (1950) 11.237 Einwohner und erreichte 1970 mit 22.958 Personen ihren Höchststand. 1930 wurde Rocky River zur Stadt erhoben.

## Söhne der Stadt
- George Steinbrenner (1930–2010), Unternehmer
- Michael Chernus (* 1977), Schauspieler
- Adelaide Aquilla (* 1999), Kugelstoßerin